# Ptinus villiger
Ptinus villiger là một loài bọ cánh cứng thuộc chi Ptinus trong họ Ptinidae.